# Xã South Coventry, Quận Chester, Pennsylvania
Xã South Coventry (tiếng Anh: South Coventry Township) là một xã thuộc quận Chester, tiểu bang Pennsylvania, Hoa Kỳ. Năm 2010, dân số của xã này là 2.604 người.